# Craig Sives
Craig Stuart Sives est un footballeur écossais né le 9 avril 1986 à Édimbourg.

## Carrière
- 2002-2009 : Heart of Midlothian  Écosse
- → 2006-2007 : Partick Thistle  Écosse
- → 2007-2008 : Dundee FC  Écosse
- → 2008 : Queen of the South  Écosse
- 2009 : Tynecastle  Écosse
- 2009- : Shamrock Rovers  Irlande